# Nasolo-Kleintenrek
Der Nasolo-Kleintenrek (Microgale nasoloi), mitunter auch Nasolo-Kleintanrek, ist eine Säugetierart aus der Gattung der Kleintenreks innerhalb der Familie der Tenreks. Er ist momentan nur über vier Individuen von ebenso vielen Lokalitäten im zentralen und südwestlichen Teil Madagaskars bekannt. Subfossil ist die Art auch von einigen Höhlenfundstellen belegt. Es handelt sich um einen mittelgroßen Vertreter der Kleintenreks. Wie alle Kleintenreks zeichnet er sich durch einen kräftigen, spindelförmigen Körper und einen langgestreckten Kopf mit schmaler Schnauze aus. Der Schwanz ist etwas kürzer als der restliche Körper, das Fell ist besonders weich. Die Art bewohnt hauptsächlich Trockenwälder mit dichtem Unterholz, die aber auch einem gewissen feuchteren Einfluss unterliegen. Über ihre Lebensweise liegen nur wenige Informationen vor. Die Erstbeschreibung des Nasolo-Kleintenreks erfolgte im Jahr 1999. Sein Bestand wird als bedroht eingestuft.

## Merkmale

### Habitus
Der Nasolo-Kleintenrek ist ein mittelgroßer Vertreter der Kleinteinreks. Seine Kopf-Rumpf-Länge variiert von 7,0 bis 8,1 cm, der Schwanz wird 5,0 bis 6,2 cm lang und ist somit etwas kürzer als der restliche Körper. Das Körpergewicht schwankt von 5,9 bis 14 g, wobei die untere Gewichtsangabe von einem Jungtier stammt. Äußerlich ähnelt der Nasolo-Kleintenrek anderen Kleintenreks. Er hat eine prinzipiell mausartige Gestalt mit spindelförmigem Körper, kurzen kräftigen Gliedmaßen und einem langen, nach vorn spitz zulaufenden Kopf. Der Schwanz erscheint dünner als bei den meisten anderen Kleintenreks. Das Rückenfell ist sehr weich und fein sowie von grauer Farbgebung. Es geht graduell in einen dunkleren Farbton am Bauch über. Am Rücken haben die Einzelhaare graue Basen und blass gelblich braungraue Spitzen, die Spitzen der Haare auf der Unterseite sind etwas dunkler. Leithaare zeichnen sich durch graue Basen, braune Schäfte und hellgraue Spitzen aus. An den Wangen herrschen braune Farbtöne vor. Die Ohren werden 15 bis 16 mm lang, die Augen sind moderat groß. Der Schwanz ist oberseits leicht dunkler grau gefärbt als unterseits, das Fell hier besteht aus langen Haaren, die die Schwanzschuppen bedecken. Hände und Füße enden in jeweils fünf Strahlen, die Oberseite der Füße bedeckt ein hellgraues bis gelblichbraunes Fell. Die Länge des Hinterfußes beträgt 11 bis 14 mm, was relativ kurz ist. Der Mittelstrahl wird hier am längsten, gefolgt von den seitlich anliegenden zweiten und vierten, deren Länge nahezu gleich ist. Die fünfte Zehe ist nur wenig kürzer, die erste endet auf Höhe der Basis der zweiten. Weibchen besitzen an der Brust ein Paar, am Bauch zwei Paar und in der Lendengegend ein Paar Milchdrüsen.

### Schädel- und Gebissmerkmale
Der Schädel misst 22,1 bis 23,2 mm in der größten Länge, am Hirnschädel wird er 9,0 bis 9,2 mm  breit. Er ist generell abgeflacht, vor allem im Bereich des hinteren Schädels, das Rostrum ist breit und parallelseitig. Hinter den Augen befindet sich eine langgezogene Einschnürung, die den Schädel auf 4,1 bis 4,3 mm Breite einengt. Das Hinterhauptsbein ist kurz und fällt in Richtung der Schädellängsachse ein. Es besitzt einen kräftigen Wulst im Bereich der Lambdanaht. Der Unterkiefer erscheint moderat robust, der Kronenfortsatz fällt durch seine große Breite auf. Der Winkelfortsatz ist dagegen kurz und schmal.
Das Gebiss setzt sich aus 40 Zähnen zusammen, die Zahnformel lautet. {\displaystyle {\frac {3.1.3.3}{3.1.3.3}}}. Im vorderen Gebiss laufen die Zahnreihen parallel zueinander. Die beiden inneren Schneidezähne der oberen Zahnreihe sind groß, der vordere übertrifft den zweiten. Der dritte obere Schneidezahn ist relativ klein. Im Unterkiefer ragt dagegen der zweite Schneidezahn leicht über den ersten. Der Eckzahn erreicht sowohl oben als auch unten die Höhe der vorderen Schneidezähne. Alle vorderen Zähne sind mit zusätzlichen Höckerchen ausgestattet. Die Backenzähne verfügen über ein zalambdodontes Kauflächenmuster mit jeweils drei Haupthöckerchen. Der hintere obere Prämolar ist sehr groß, während der letzte (Molar) seitliche Verschmälerungen aufweist. Im Unterkiefer haben der letzte Prämolar und die beiden vorderen Molaren jeweils nahezu die gleiche Größe. Die Länge der oberen Zahnreihe beträgt 10,2 mm.

## Verbreitung

Verbreitungsgebiet des Nasolo-Kleintenreks

Der Nasolo-Kleintenrek ist endemisch im zentralen und südwestlichen Madagaskar in der Provinz Toliara verbreitet. Bisher sind nur vier Individuen von ebenso vielen Lokalitäten bekannt. Bei den Fundpunkten handelt es sich im südlichen Bereich des Verbreitungsgebietes um den Forêt de Vohibasia, einem 155 km² großen Waldgebiet 59 km nordöstlich von Sakaraha, und den Forêt d’Analavelona, ein isoliertes Gebirgsmassiv 12,5 km nordwestlich von Andranoheza. Beide Fundstellen befinden sich rund 70 km in Ost-West-Richtung auseinander und haben eine Höhenlage von 780 beziehungsweise 1050 m. Sie waren bereits in den 1990er Jahren bekannt. Erst Mitte der 2000er Jahre wurden zwei weitere Fundstellen deutlich weiter nördlich entdeckt. Sie umfassen den Forêt d’Amboropotsy 16,3 km nordöstlich von Marofandilia und den Forêt de Lambokely 11 km nordnordöstlich von Beroboka. Ihre Höhenlagen reichen nur von etwa 80 bis 85 m. Die vier Lokalitäten verteilen sich über ein relativ großes Gebiet von 10.260 km², was aber nicht dem tatsächlichen Vorkommen der Art entspricht. Während der Forêt de Vohibasia durch trockene und laubabwerfende Wälder mit dichtem Unterholz und Kronenhöhen von rund 10 m charakterisiert ist, machen sich im östlicher gelegenen Forêt d’Analavelona bereits die feuchteren Einflüsse des östlichen Madagaskars bemerkbar. Die Wälder bestehen aus Hartlaubvegetation, wobei Feigen- und Kirschmyrten-Pflanzengesellschaften mit Wuchshöhen bis zu 25 m dominieren. Die nördlicheren Regionen um den Forêt d’Amboropotsy und den Forêt de Lambokely sind generell einem feuchteren Klima ausgesetzt. Weitere Felduntersuchungen in der Umgebung der vier Fundlokalitäten ergaben bisher keine Nachweise des Nasolo-Kleintenreks. Aus diesem Grund wird angenommen, dass die Art generell eher selten auftritt.

## Lebensweise
Zur Lebensweise des Nasolo-Kleintenreks liegen momentan nur begrenzt Informationen vor. Das Tier aus dem Forêt de Vohibasia wurde an einem Baum in einer Höhe von 1,5 m über dem Erdboden gefangen. Aus morphologischen Erwägungen, etwa dem recht kurzen Schwanz und den ebenfalls kurzen Hinterfüßen, stellt die Art einen Bodenbewohner dar. Allerdings besitzt sie offensichtlich auch gewisse Kletterbefähigungen. Das Individuum war zudem ein trächtiges Weibchen, das drei Embryonen austrug, eines im rechten und zwei im linken Horn der Gebärmutter. Jedes der Embryonen war etwa 10 mm lang. Der Zeitpunkt des Einfangens des Tieres, Mitte Januar, fällt an den Beginn der Regenzeit. Die Jahreszeit zeichnet sich durch ein reichhaltiges Nahrungsangebot aus und gilt im trockeneren Westen Madagaskars als Fortpflanzungsperiode verschiedener Tenrekarten. Bei dem Tier aus dem Forêt d’Analavelona wurden in der Falle mehrere zerkaute Chitinhüllen von Käfern und Kakerlaken gefunden. Allgemein sind Tenreks insektenfressende Tiere, so dass die Reste als Nahrungsüberbleibsel gedeutet werden können.

## Systematik
Der Nasolo-Kleintenrek ist eine Art aus der Gattung der Kleintenreks (Microgale) innerhalb der Familie der Tenreks (Tenrecidae). Die Kleintenreks gehören dabei zur Unterfamilie der Reistenreks (Oryzorictinae), zu welcher auch die Reiswühler (Oryzorictes) und die Vertreter der Gattung Nesogale gezählt werden. Mit mehr als 20 Arten bilden die Kleintenreks den formenreichsten Teil der Familie. Sie gelten aufgrund einiger morphologischer Merkmale als eher ursprünglich innerhalb der Tenreks. Die Gattung formte sich molekulargenetischen Analysen zufolge bereits im Unteren Miozän vor etwa 16,8 Millionen Jahren heraus und diversifizierte sich in der Folgezeit beträchtlich. Die heutigen Vertreter zeigen Anpassungen an verschiedene Lebensweisen, so kommen teils unterirdisch grabende, oberirdisch lebende beziehungsweise baumkletternde und wasserbewohnende Formen vor. Der größere Teil der Kleintenreks lebt in den feuchten Wäldern des östlichen Madagaskars, einige wenige Arten besiedeln auch die trockeneren Landschaften des westlichen Inselteils. Innerhalb der Gattung lassen sich sowohl morphologisch als auch genetisch verschiedene Verwandtschaftsgruppen nachweisen. Der Nasolo-Kleintenrek steht dabei in enger Beziehung mit dem Blassen Kleintenrek (Microgale fotsifotsy) und dem Spitzmaus-Kleintenrek (Microgale soricoides).
Fossilfunde des Nasolo-Kleintenreks sind nicht bekannt. Es kommen aber verschiedentlich subfossile Reste vor. Hervorzuheben sind die Funde aus der Ankilitelo-Höhle am Südrand des Mikoboka-Plateau, ebenfalls im südwestlichen Madagaskar. Die reichhaltige Fauna aus der Höhle, die seit 1994 wissenschaftlich untersucht wird, schließt neben verschiedenen Primaten, Fleder- und Nagetieren auch wenigstens ein halbes Dutzend Arten der Tenreks ein. Vom Nasolo-Kleintenrek sind dabei mehrere Schädel und Gebissfragmente überliefert. Die Funde besitzen ein Alter von 510 bis 630 Jahren. Weitere Reste des Nasolo-Kleintenreks kamen in der Andrahomana-Höhle im äußersten Südosten Madagaskars zum Vorschein. Die Höhle ist schon seit dem Ende des 19. Jahrhunderts als Fossilspeicher bekannt, ihr ungemein reiches Fossilmaterial überspannt den Zeitraum der letzten rund 8.700 Jahre. Beide Fundpunkte liegen außerhalb des heutigen Verbreitungsgebietes des Nasolo-Kleintenreks. Die Umgebung der Ankilitelo-Höhle wird heute durch sehr trockenes Klima geprägt, die Andrahomana-Höhle befindet sich im Übergangsbereich der Trockengebiete des westlichen hin zu den feuchten Zonen des östlichen Madagaskars. Das Verschwinden des Nasolo-Kleintenreks und anderer Kleinsäuger in dieser Region hat verschiedene Ursachen. Teilweise steht es mit der starken Austrocknung des südwestlichen Inselteils in Verbindung. Andere Einflussfaktoren finden sich unter anderem in der fortschreitenden Fragmentierung der Waldgebiete seit der menschlichen Besiedlung Madagaskars vor 2000 Jahren.
Die wissenschaftliche Erstbeschreibung des Nasolo-Kleintenreks stammt von Paulina D. Jenkins und Steven M. Goodman, sie wurde im Jahr 1999 veröffentlicht. Grundlage für die Artaufstellung bildeten zwei Individuen aus den südwestlichen Trockengebieten von Madagaskar. Der Holotyp wird durch ein ausgewachsenes weibliches Individuum aus dem Forêt de Vohibasia repräsentiert, das Mitte Januar 1996 in 780 m Meeresspiegelhöhe aufgesammelt worden war. Die Region stellt daher die Typuslokalität dar. Das Artepitheton nasoloi vergaben die Autoren zu Ehren von Nasolo Rakotoarison, der Kurator am Botanischen und Zoologischen Garten der madagassischen Hauptstadt Antananarivo war und sich für Säugetiere begeisterte.

## Bedrohung und Schutz
Der Nasolo-Kleintenrek ist nur von vier begrenzten Fundpunkten bekannt. Die Waldgebiete, in denen er nachgewiesen ist, unterliegen starken Veränderungen durch Viehzucht und Feuereinwirkung. Die IUCN sieht die Art daher als „bedroht“ (vulnerable) an. Sie ist unter anderem im Nationalpark Zombitse Vohibasia und in einem privaten Naturschutzgebiet (Kirindy-CFPF) im Forêt d’Amboropotsy vertreten. Für die Zukunft sind vor allem Untersuchungen zur Größe der Population, der Ausdehnung des Verbreitungsgebietes und den Verhaltensweisen des Nasolo-Kleintenreks notwendig.